# Кормесиј
Кормесиј је кнез Бугарске, који је, према делу „О управљању царством“ византијског цара Константина Порфирогенита, владао у периоду 718 — 733. године. Кормесиј је први владар кој се зна за време чије се владавине Бугарска значајније проширила, озбиљно претећи да угрози византијску доминацију на Балканском полуострву. Поуздано се зна да је Кормесијева војска загосподарила земљама између Солуна и Риле. Невоље су настале онда када је кнез изгубио моћ да контролише огромну територију своје државе. Побуне родовских старешина у Карпатима, од којих је историја забележила имена Ведраца и Крутијана, довеле су до наглог слабљења Кормесијеве моћи, што је искористио византијски цар да изненадним нападом освоји Силистрију и убије Кормесија. Сви бугарски владари у наредних 50 година, са краћим прекидима, биће византијски вазали.